# 破冰生命
破冰生命（英語：Icebreaker Life）是向美国宇航局发现计划提出的一项火星着陆器任务概念，该任务包括一台以凤凰号和洞察号探测器为蓝本设计的固定着陆器，它将携带天体生物探测设备，包括一具在北部平原冰结地面取样的钻杆，以搜索当前或过去火星生命的生物印记。
“破冰生命”的科学目标集中于对冰结地面取样，以了解其保存和保护生物分子或生命印迹的可能性。
“破冰生命号”在2015年或2019年发现计划提案竞选中未被选中。

## 任务设置
“破冰生命”任务是依据2008年成功的凤凰号着陆器平台和火星北部着陆点方面而设计的，它也以太阳能供电，并能够容纳探杆和其余的设备载荷，只需对原来的着陆器稍作修改。
假如它被选为发现计划第13次任务，着陆器将不迟于2021年12月发射，并将于2022年抵达火星北部平原，在地面的作业时间将持续90个火星日。所有指令、控制和数据中继都按照“凤凰号”任务的全套模式，通过火星轨道器直接发送至地球备份。“克里斯托夫·麦凯”(Christopher McKay)为该任务的首席研究员。
2010年，“破冰者号”搭载的探测设备被提议作为基本科学载荷，用于开发一项被称为“红龙号”的美国宇航局-太空探索公司联合任务。

## 目标
火星“破冰生命”任务将聚焦以下科学目标：
1. 寻找作为生命确凿证据的特定生物分子。
2. 全面搜索地面冰中的有机分子。
3. 查明地面冰的形成过程和液态水的作用。
4. 了解火星极地冰胶结土壤的力学性质。
5. 根据维持生命所需的元素、能源和可能的有毒元素，评估近期前环境(500万年前)的宜居性。
6. 比较北部平原和中纬度地区的元素组成。

为进一步了解当前北方平原冰川的宜居性，并直接搜索有机物，火星“破冰生命”任务重点将围绕以下科学目标：
1. 寻找代表过去生命确凿证据的特定生物分子，生物分子的存在可能是因为“凤凰号”着陆点在火星近代史上很可能是适宜居住的。地面冰可保护火星上的有机分子免受氧化和辐射的破坏，因此，来自生物或陨石的有机物可在极地富含冰的地面上以明显的浓度被探测到。
2. 全面寻找地面冰中的有机分子，如果存在宜居的条件，那么任何有机物都可能都是来自最近的(<1000万年)生物源。
3. 测定地面冰冻的属性和液态水的活动。在过去<1000万年内，由于火星日照轨道的变化，北极地区的表层土壤中可能产生过液态水。
4. 了解火星极地冰胶结土壤的力学性质，极地冰可能是人类探索的一种资源，其力学性质将反映冰和土壤的地层特征，为气候变迁模型提供了依据。
5. 根据维持生命所需的元素、能源和可能的有毒元素，评估近期环境的宜居性。如果存在二价铁，则凤凰着陆点的高氯酸盐就能提供可用的能源。稳定的氮源，如硝酸盐，是宜居性环境所必需的。
6. 比较北部平原和中纬度地区的元素组成。

重复样本可暂做保存，以作为火星样本取回任务带回地球的目标样本，假若这些样本被证明含有有机物的生物印记，那么将它们送回地球的兴趣就会非常高。

## 科学考察
以前的任务，尤其是“凤凰号” 任务的探测结果表明，北极平原上的冰胶结地面很可能是目前所知火星上最宜居的地方。在500万年前的高倾角时期，近地表冰可能提供了充分的水活度(Aw)。相较于现在25°的轨道倾角，当时火星的轨道倾角为45°，地面冰可能融化到足以保存有机分子，包括有机物的生物印记。
1976年发射的两架“海盗号”着陆器为首次，也是迄今为止唯一一次在火星上寻找生命存在的活动。依据微生物会像地球上的一样广泛存在于土壤中，并会对液态水添加的营养物作出反应的假设，生物学实验试图检测活的有机体。两艘“海盗号”着陆器的生物实验都成功进行，仪器显示出了活性细菌的代谢迹象，但在对样本重复热处理时这一迹象并没再出现。
其他仪器对有机化合物的检测提供了负面结果。“海盗号”生命探测任务的结果，充其量普遍被专业界认为是尚无定论。科学家们推断，这一模棱两可的结果可能是由土壤中的氧化剂引起的。“凤凰号”上的生物分析仪(热量和逸出气体分析仪)也因土壤中存在氧化物而失效，但该着陆器能够识别：高氯酸盐。目前“好奇号”火星车科学实验使用的火星样本分析仪有三种能力，使其可在受到高氯酸盐干扰的情况下仍能检测出有机物。
没有结果将证明类似地球的生命很可能不存在于地面冰中，按理地面冰可以说是目前所知火星上最宜居的环境了，这意味着火星上一般不存在类似地球的生命，这也降低了人类探索或取样返回时的生物危害风险。然而，这并不排除没有类似地球生物印记的生命。

### 生物分子保存
“破冰生命”任务的一个关键目标是检验假设，即由于冰对氧化剂和辐射的屏蔽，极地富冰地面的有机物浓度很高，可能会在极地富冰层地面上检测到明显浓度的来自陨石的非生物有机物，因此，这也反映了冰实际起到了保护和保存有机分子的作用，无论它们是否是生物分子还是非生物分子。
如果发现了非生物有机物，那么北极地区将成为未来引人关注的天体生物学任务目标，特别是因为这种冰在最近(500万年前)可能的宜居性。目标生物分子将是氨基酸、蛋白质、多糖、核酸如脱氧核糖核酸(DNA)、核糖核酸(RNA)及其一些衍生物，参与氧化还原反应的烟酰胺腺嘌呤二核苷酸(NAD+),作为细胞内信号的环腺苷酸(cAMP)，以及由细菌发酵形成的聚合化合物，如腐植酸(humic acids)和聚谷氨酸等。
电离辐射
电离辐射和光化学氧化剂在干燥的表土中更具破坏性，因此，只有位于深达~1米(3.3英尺)处的有机分子才可能被冰屏蔽，不受表面条件的影响。着陆点理想的沉积速率应确保1米(3.3英尺)深的钻孔能取到600万年的沉积物。
高氯酸盐
高氯酸盐是元素氯中氧化能力最严重的种类，但在火星环境条件下它不起反应。可是若加热到摄氏350°以上，高氯酸盐会分解并释放出活性氯和氧。因此，“海盗号”和“凤凰号”对土壤的热处理会破坏他们要检测到的有机物。所以，“海盗号”没有检测到有机物质，也没有检测到氯化有机物，这可能反映了高氯酸盐的存在，而非不存在有机物。
与此特别相关的是，地球上的一些微生物是通过高氯酸盐的厌氧还原异化而生长的，所用的一种特殊酶-“高氯酸盐还原酶”(perchlorate reductase)存在于这些微生物的所有已知实例中。此外，高氯酸盐对人类有毒，因此了解火星上高氯酸盐的化学属性和分布可能是人类首次登陆前的重要先决条件。

### 宜居性
虽然太阳光是生命的强大能源，但在目前的火星上不太具有生物学用途，因为它使得火星表面的生命暴露在极其致命的辐射和干燥环境下。
研究小组估计，如果着陆点的冰胶结地面事实上在500万年前温度升高到摄氏-20°以上，那么由此产生的水活度(Aw=0.82)将在土壤和冰下面受保护层之下形成能让微生物活动的薄水膜。“破冰生命”将研究二价铁、硝酸盐和高氯酸盐作为生物有用的氧化还原偶联或能量源在地下冰中的浓度和分布。
麦凯表示，地下化学自养是火星生命的有效替代能源。他认为，如果合适的还原材料可用，高氯酸盐和硝酸盐可以形成氧化还原偶联中的氧化配对。
固氮作用
在碳之后，氮可以说是生命所需的最重要元素。因此，需要测量0.1%至5%范围内的硝酸盐，以解决其发生和分布问题。大气中的氮(如N2)含量较低，还不足以支持生物结合的固氮作用。以硝酸盐形式存在的氮，如果存在的话，可以作为人类开发的一种资源，既可以作为植物生长的养分，也可以用于化学处理。
在地球上，硝酸盐与沙漠环境中的高氯酸盐相关，在火星上也可能如此。预计硝酸盐在火星上是稳定的，并在冲击和电离过程中形成。目前没有有关它的可用数据。

## 建议的探测设备

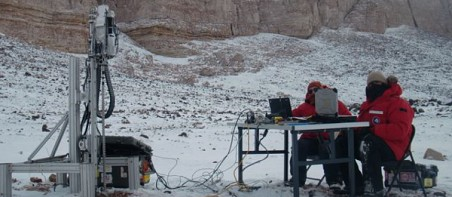
“破冰生命”小组成员在南极洲大学谷火星模拟基地进行自动化钻探测试。

“破冰生命”将搭载一架旋转冲击钻，且拟议的科学仪器已在相关类似环境和火星上进行过测试。
- 生命迹象检测(固态)仪可通过荧光免疫分析检测整个细胞、特定复杂有机分子和聚合物[18][19]。使用单个生命探测芯片(LDCHIP)测量几平方厘米[20]，固态抗体库可以检测多达300种不同的有机分子，该仪器将携带16个生命探测芯片。
- 湿化学实验室(WCL)[21] 是一台强大的分析仪器，可测量冰胶结地面中的PH值、氧化还原电位(Eh)、导电率和溶解离子。湿化学实验室曾在2007年“凤凰号”着陆器任务中成功使用[22][23]。
- 一台激光解吸质谱仪(LDMS)将检测和描述大范围非挥发性有机化合物的特征，激光解吸质谱仪采用脉冲激光解吸/电离(LDI)处理，在火星气压环境下，直接从微粒样本分子中采集离子，无需真空加载，激光解吸质谱仪方法不受高氯酸盐的影响。
- 旋转冲击钻和一套选定的仪器。钻头穿透1米(3.3英尺)深的冰胶结地面，采掘出的土壤由自动化样本处理系统取样[18]。
- 着陆器使用“凤凰号”表面立体成像仪(SSI)监测钻孔和样本传送操作。它将提供重要的背景信息，以估计冰层厚度，并了解可能影响任务操作和钻孔布置的任何地表状况。

## 行星保护
该任务任务必须符合美国航天局和国际空间研究委员会制定的行星保护要求。

## 另请参阅
- 天体生物学
- 生物氧化剂与生命检测
- 火星生物探测器
- 火星探测
- 火星2020
- 火星水文